# Julian Verzotto
Julian Verzotto (Bolzano, 14 aprile 2001) è un tuffatore italiano specializzato nella piattaforma di 10m, cresciuto sportivamente nella società Bolzano Nuoto.

## Biografia
È fratello di Maicol Verzotto, anche lui tuffatore di caratura internazionale. E' allenato da Cristopher Sacchin e Max Brick.
Dopo un ottimo terzo posto al Fina Diving Grand Prix di Bolzano del 2019 nel sincro 10 metri, ha esordito a livello internazionale ai campionati europei di tuffi di Kiev 2019, dove con il fratello Maicol Verzotto si è classificato sesto nel concorso della Piattaforma 10 metri sincro. L'anno successivo, al Fina Grand Prix di Madrid, ha riconfermato con il fratello Maicol il risultato dell'estate scorsa, classificandosi al terzo posto. 
Nel 2024, agli europei di Belgrado, conquista la medaglia d'argento nel sincro 10 metri in coppia con Francesco Casalini.

## Palmarès
| Anno | Manifestazione   | Sede     | Evento     | Risultato | Prestazione | Note |
| ---- | ---------------- | -------- | ---------- | --------- | ----------- | ---- |
| 2019 | Europei di tuffi | Kiev     | Sincro 10m | 6º        | 342,78 p.   |      |
| 2024 | Europei di nuoto | Belgrado | Sincro 10m | Argento   | 356,88 p.   |      |